# 타니타밀 이야캄
타니타밀 이야캄(타밀어: தனித் தமிழ் இயக்கம்)란 인도 남부 타밀나두 주 등에서 벌어지는 언어 순수주의 운동의 일환으로 타밀 문학의 황금기인 상감(Sangam) 시대를 전거로 순수 타밀어를 부활하고, 산스크리트어,페르시아어,영어등 외래요소를 일소하자는 운동이다. 타니타밀 이야캄은 타밀어만 쓰기 운동, 순 타밀어 운동등으로 번역된다. 타밀의 작가인 데바네야 파바나르, 학자 마라이말라이 아디갈, 바라티다산등이 타밀어에 대해 쓴 글이 계기가 되었으며, 파발라레루 페룬치티라나르가 설립한 잡지 텐모지(Thenmozhi)를 통하여 널리 알려졌다.

## 같이 보기
- 타밀어